# Marie Tudor (1496-1533)
Pour les articles homonymes, voir Marie d'Angleterre et Marie Tudor.
Marie Tudor (18 mars 1496 – 25 juin 1533) est la fille cadette d'Henri VII Tudor et d'Élisabeth d'York. Elle est la sœur cadette du roi Henri VIII.   
Elle est d'abord promise en mariage à Charles Quint, futur empereur du Saint-Empire romain germanique. Elle épouse finalement le 9 octobre 1514 à Abbeville Louis XII, roi de France, qui la laisse veuve après quelques mois de mariage et dont elle n'a pas d'enfant. En 1515, elle épouse en secondes noces Charles Brandon, duc de Suffolk.

## Biographie

### À la cour de France
Lorsqu'elle épouse Louis XII de France, Marie Tudor a 18 ans alors que son époux en a 52. Elle est couronnée le 5 novembre 1514 à la Basilique Saint-Denis. Ce mariage redonne un peu de vigueur au roi qui est veuf d'Anne de Bretagne depuis quelques mois seulement et dont la santé se dégrade. De plus, le roi veut un fils de la nouvelle reine pour empêcher que la couronne ne passe à son cousin, le futur roi François Ier.
La reine, quant à elle, souhaite également un fils pour garder son titre et ne pas être renvoyée en Angleterre après la mort de son époux, mais les jours du roi semblent comptés. Le roi meurt le 1er janvier 1515 de consomption, trois mois seulement après que le mariage a été célébré. On interne tout de même Marie 40 jours à l'hôtel de Cluny afin de s'assurer qu'elle ne porte pas d'enfant.
Louise de Savoie fait surveiller étroitement la « reine blanche » (couleur du deuil à l'époque), car toute grossesse pourrait écarter son fils François du trône. Début mars 1515, Marie est surprise avec Charles Brandon, duc de Suffolk, favori du roi Henri VIII. La jeune reine et Brandon, de 12 ans son aîné, sont tous deux renvoyés le lendemain en Angleterre.

### Retour en Angleterre
Le 31 mars 1515, Marie épouse en secondes noces (sans l'autorisation du roi Henri VIII son frère) Charles Brandon, avec qui elle aura trois enfants : Henry, Frances (mère de l'éphémère reine Jeanne Grey) et Eleanor. 

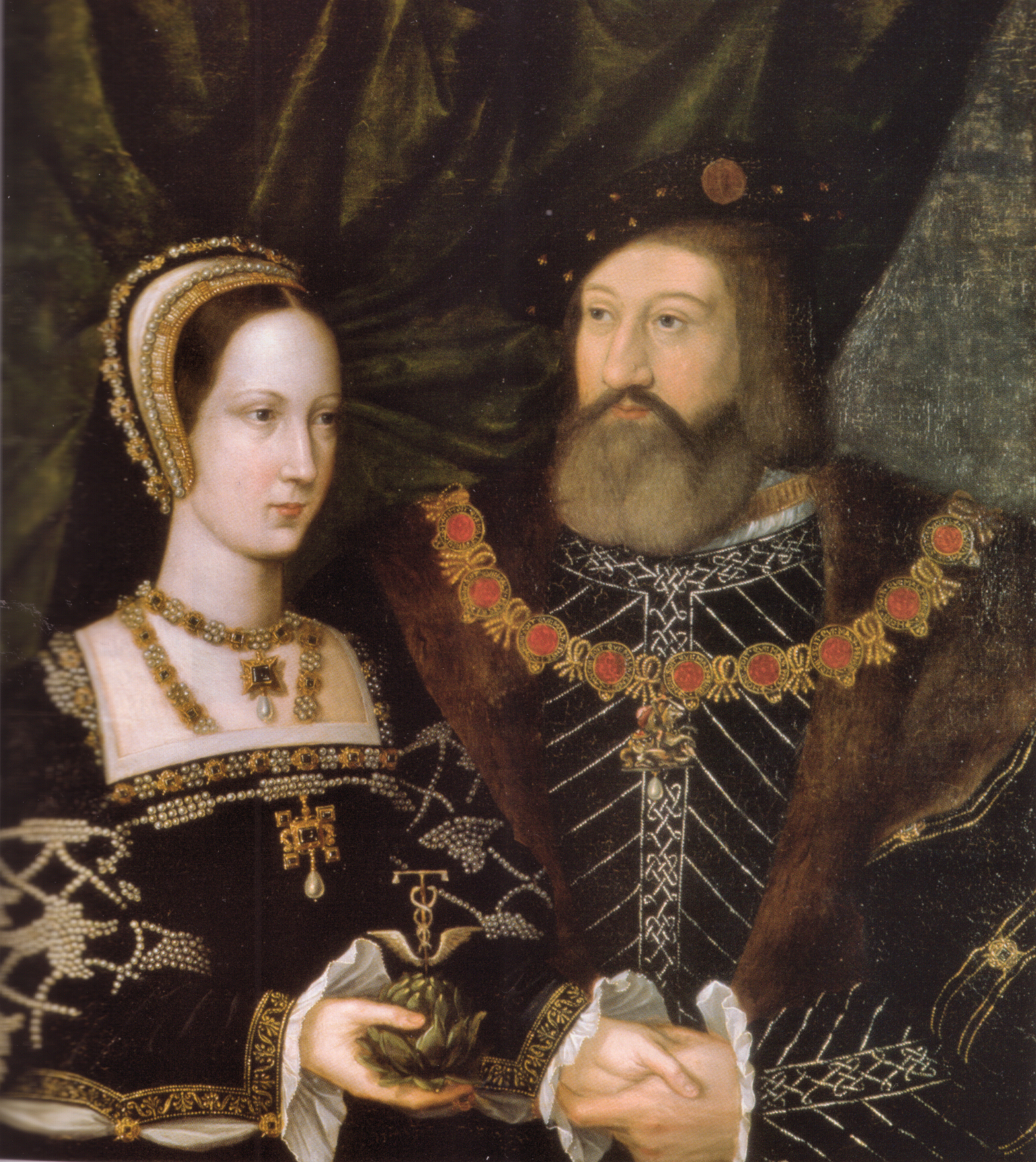
Le duc et la duchesse de Suffolk.

Les relations entre Henri et Marie se tendent vers la fin des années 1520 car elle est opposée à la demande d'annulation du mariage de son frère avec sa première épouse, Catherine d'Aragon. Et elle n'apprécie guère la future reine, Anne Boleyn, qui a été l'une de ses dames d'honneur à la cour de France.
Marie meurt prématurément en 1533, à 37 ans comme sa mère, avant que son frère ne déclenche le schisme qui donnera naissance à l'anglicanisme.

Armoiries de Marie duchesse de Suffolk.

## À noter
Marie Tudor serait représentée sur les tapisseries de La Dame à la licorne.
Elle est interprétée par Marion Davies dans le film Au temps de la chevalerie (1922), réalisé par Robert G. Vignola ainsi que par Glynis Johns dans le film La Rose et l'Épée (1953), réalisé par Ken Annakin. Elle apparaît dans la série Les Tudors, interprétée par Gabrielle Anwar, et dans la série The Spanish Princess, interprétée par Isla Merrick-Lawless.

### Source
- (en) Cet article est partiellement ou en totalité issu de l’article de Wikipédia en anglais intitulé « Mary Tudor, Queen of France » (voir la liste des auteurs).

### Note
1. ↑  Didier Le Fur, François Ier, Paris, Perrin, 2015, 1038 p., p. 96
2. ↑  La thèse de M. André Arnaud, exposée dans la Revue de l'art no 209 d’octobre 1981, numéro spécial « Magie de la tapisserie », soutient que la mystérieuse Dame de La Dame à la licorne du musée de Cluny est Marie Tudor. Les tapisseries ont été tissées pour Antoine Le Viste. Elles peuvent être l’œuvre du peintre Jehan Perréal, dit « Jehan de Paris ». La Suivante est Claude de France, épouse de François Ier. Les six tapisseries actuellement visibles au musée national du Moyen Âge - thermes et hôtel de Cluny, à Paris, rescapées d’une série de huit tapisseries, racontent divers épisodes de la vie de Marie en France La Chasse à la licorne et La Dame à la licorne : deux œuvres de Jehan Perréal ?